# Neoempheria pereirai
Neoempheria pereirai är en tvåvingeart som beskrevs av Edwards 1940. Neoempheria pereirai ingår i släktet Neoempheria och familjen svampmyggor. Inga underarter finns listade i Catalogue of Life.